# Herczeg Klára
Herczeg Klára (született: Weiss Klára) (Budapest, 1906. október 13.– Budapest, 1997. augusztus 6.) Munkácsy-díjas magyar szobrász- és éremművész

## Élete
1921–1923 között Bécsben, majd 1924–1928 között a Magyar Képzőművészeti Főiskola Kisfaludi Strobl Zsigmond diákja volt. 1930–1933 között magániskolában tanult Párizsban.
1925-ben, főiskolás korában szerepelt először kiállításon. 1929–1930 között Berlinben tartózkodott, kisplasztikákat készített a Rosenthal porcelángyár számára. Párizsból, ahol 1930-tól élt és munka mellett mintázást tanult Charles Despiau magániskolájában, 1933-ban hazatért Budapestre. 1939-ben néhány hónapot Londonban töltött. Az 1950-es évek elejétől kisplasztikákat és monumentális műveket alkotott. Szobrai – zsánerek, portrék, politikai emlékművek – egy nézőpontra készült, statikus kompozíciók. Néhány kisplasztikáját a Herendi Porcelángyár sokszorosította. Az 1960-as évek közepén néhány hetet Koppenhágában töltött, dán porcelángyárak számára készített modelleket. Az 1960-as évek végétől alkotta az életművében jelentős szerepet betöltő irodalmi, képzőművészeti, zenei ihletésű vagy mitológiai, bibliai témát feldolgozó, részletgazdag mintázású érmeit, kisplasztikáit. Hagyatéka a Petőfi Irodalmi Múzeumba került.

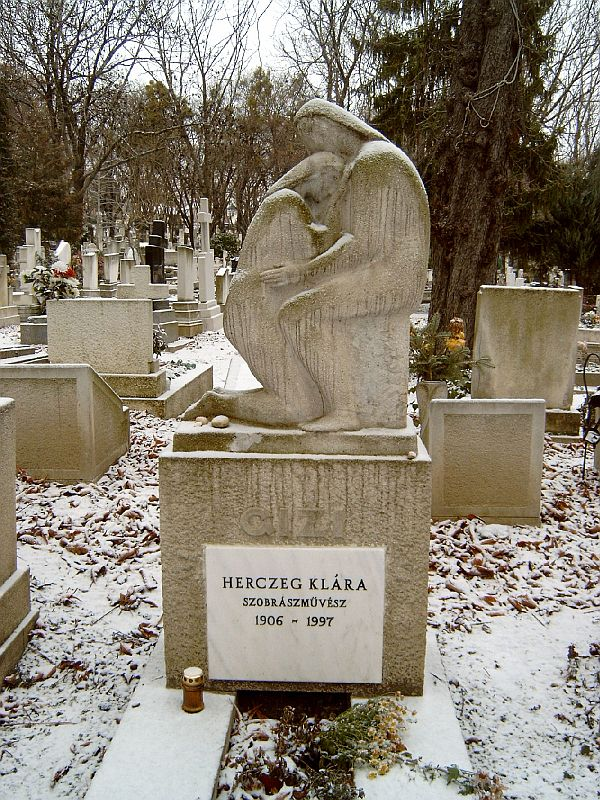
Herczeg Klára sírja Budapesten. Farkasréti temető: 1/1-1-41. Sírját saját szobra díszíti

## Díjai
- 1926 – George O’Brien-portrépályázat II. díja
- 1960 – Munkácsy Mihály-díj
- 1976 – Munka Érdemrend arany fokozata
- 1987 – a XVII. salgótarjáni Szabadtéri Szoborkiállítás közönségdíja
- 1996 – A Magyar Köztársasági Érdemrend kiskeresztje

## Műveiből

### Köztéri művei
- Sarlós lány (bronz, 1951, Budapest)
- Korsós lány (Vízöntő lány) (kő, 1955, Pereces)
- Anyák napi üdvözlet (Anyák napja-dombormű) (kő, 1956, Budapest, Kerepesi úti lakótelep)
- Gyermeknap (dombormű, kő, 1956, Budapest)
- Körtánc (Játszó gyermekek) (dombormű, terrakotta, 1958, Törökszentmiklós)
- Labdázók (Kosárlabdázó lányok) (Varga Lászlóval, alumínium, 1957, Budapest, XIV. ker., Népstadionkert)
- Család (kő, 1957, Inota, lakótelep)
- Landler Jenő (dombormű, márvány, 1959, Nagykanizsa)
- Tanácsköztársasági emlékmű (bronz, 1959, Kecskemét – lebontották)
- Kislány galambbal (alumínium, 1960, Győrszentiván)
- Mikszáth Kálmán mellszobra (bronz, 1962, Balassagyarmat)

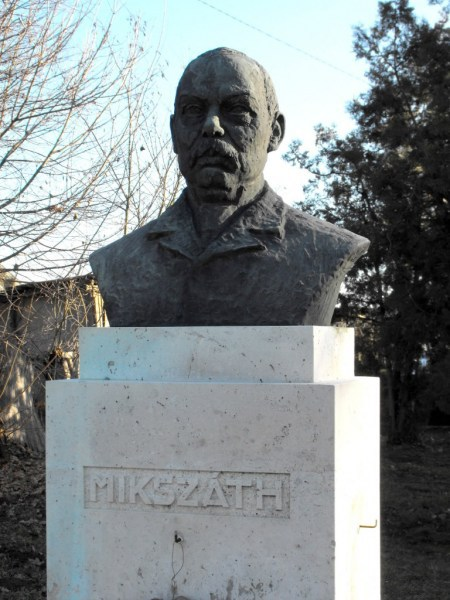
Mikszáth Kálmán mellszobra Mohorán

- Olvasó kislány (Ülő kislány könyvvel) (kő, 1963, Szentes)
- Anyám síremléke (kő, bronz relief, 1962, Budapest, Farkasréti temető)
- Gizi síremléke (műkő, 1962, Budapest, Farkasréti temető)
- Leány szőlőfürttel (haraszti mészkő, 1964, Eger, Hadnagy úti lakótelep)
- Kövön ülő (Támaszkodó lány) (kő, 1967, Pálfa)
- Leány hegedűvel (haraszti mészkő, 1965, Felsőszentiván, Művelődési Ház)
- Faültető (bronz, 1969, Gödöllő)
- Landler Jenő (dombormű, bronz, 1969, Budapest – lebontották)
- Munkásmozgalmi harcosok (Kun Béla, Landler Jenő, Szamuely Tibor) emlékműve Farkas Aladárral és Olcsai-Kiss Zoltánnal, ~ Landler alakját mintázta meg] (1969, Budapest, VIII. ker., Kun Béla tér, ?)
- Fiatal leány tejesköcsöggel (Leány korsóval) (kő, 1970, Borsodivánka)
- Bagi Ilona-emléktábla (dombormű, bronz, 1971, Budapest, XX. ker., Kossuth tér 35.)
- Olvasó fiú (Tanuló) (kő, 1975, Pápa)
- Hunyadi János (bronz, 1978, Mezőkovácsháza)
- József Attila (bronz, 1979, Makó, József Attila Gimnázium)
- Mikszáth Kálmán-mellszobor (bronz, 1979, Mohora)
- Reviczky Imre ezredes emléktábla (dombormű, bronz, 1981, Budapest, II. ker., Mandula u. 25.)
- Hollós Korvin Lajos-mellszobor (bronz, 1985, Budapest, III. ker., Békásmegyer)
- Öcsi-szobor (kő, bronz, 1988, Makó)
- Örök láng – Feleki László síremléke (kő, bronz, 1990, Budapest).

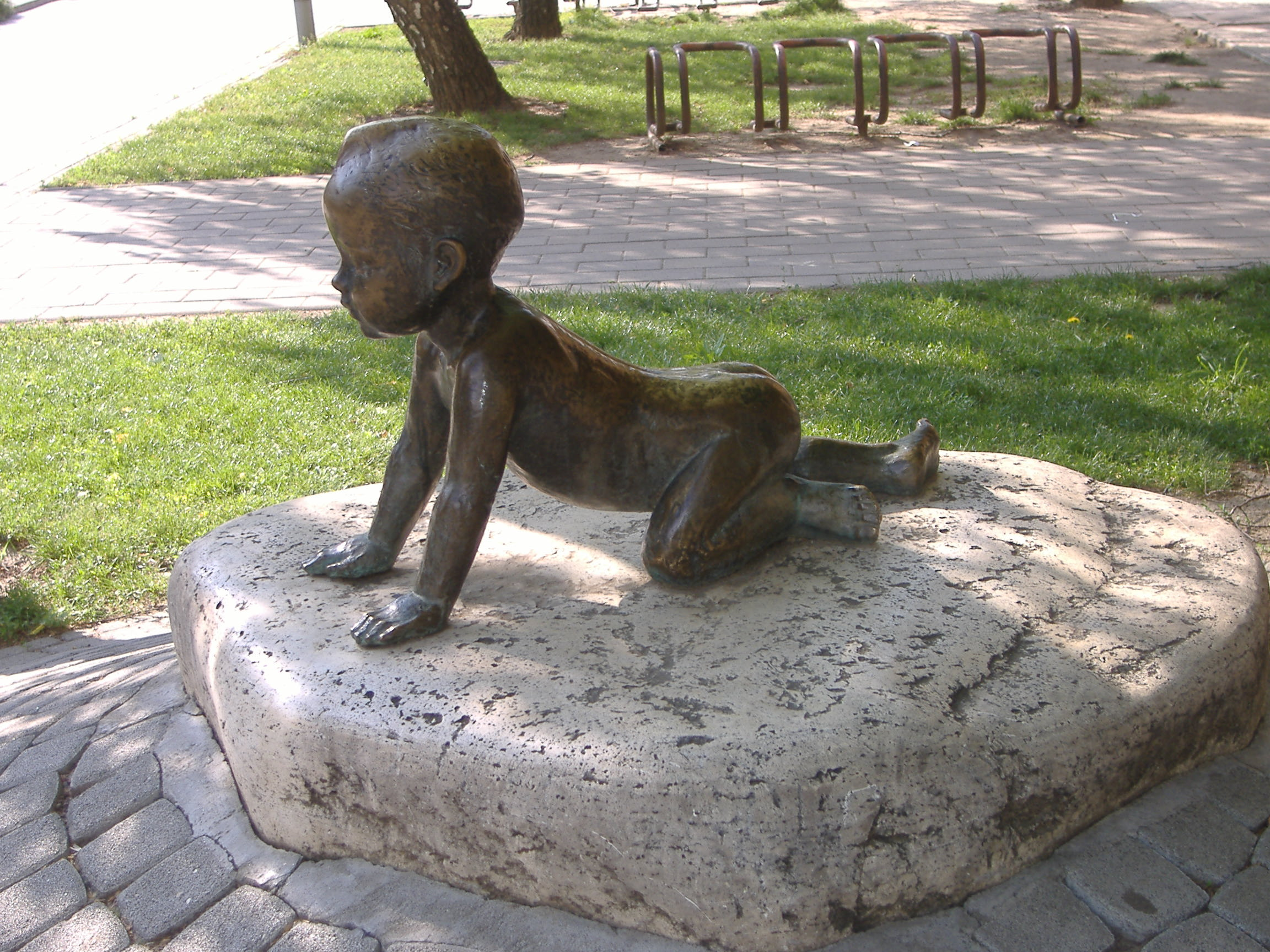
A makói Öcsi-szobor

## Egyéni kiállításai
- 1969, 1976 – Műcsarnok, Budapest
- 1970 – Gyöngyös
- 1972 – Budapest, VI. kerület, Népfront
- 1979 – Makó
- 1979 – Mezőkovácsháza
- 1980 – Nagykovácsi
- 1980 – Budapest, Budafoki Papírgyár
- 1980-1981 – Magyar Nemzeti Galéria, Budapest
- 1983 – Berlin, Magyar Kultúra Háza
- 1983 – Bitterfeld
- 1986 – Derkovits Terem, Budapest
- 1992 – Győr, Vár Árt Galéria
- 1993 – Sopron, Lábas Ház
- 1994 – Kortárs Galéria, Budapest
- 1996 – Petőfi Irodalmi Múzeum, Budapest

## Válogatott csoportos kiállításai

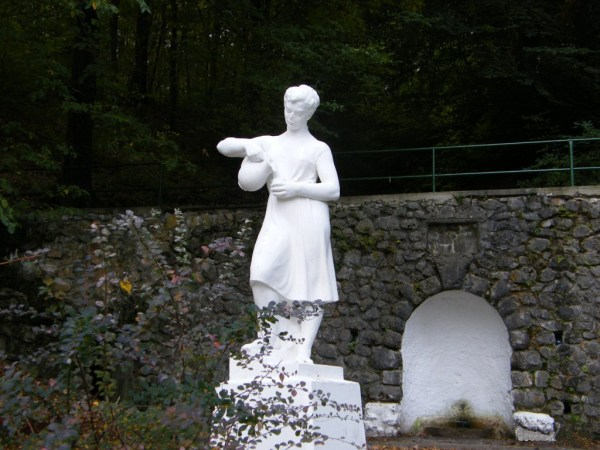
Vizet öntő nő című szobra Miskolc-Perecesen

- 1925 • Nemzeti Szalon, Önarckép című portréja
- 1932 • LXXIX. csoportkiállítás, Nemzeti Szalon, Budapest
- 1937 • Világkiállítás, Párizs
- 1938 • Világkiállítás, New York
- 1942 • II. csoportkiállítás, Alkotás Művészház, Budapest
- 1947 • A Magyar Képzőművészek Szabadszervezete kiállítása, Alkotás Művészház, Budapest
- 1950-től 1968-ig • Rendszeres kiállítója a Magyar Képzőművészeti Kiállításnak a budapesti Műcsarnokban, Budapest
- 1955 • Képzőművészetünk tíz éve, Műcsarnok, Budapest
- 1957 • Magyar forradalmi művészet, Műcsarnok, Budapest
- 1958 • Kortárs magyar festészeti, szobrászati, grafikai kiállítás, Zaal Wynen, Antwerpen
- 1960 • Képzőművészetünk a felszabadulás után, Magyar Nemzeti Galéria, Budapest
- 1962-től • Nyári Tárlat, Móra Ferenc Múzeum képtára, Szeged
- 1965 • Magyar képzőművészek a fasizmus ellen, Magyar Nemzeti Galéria, Budapest
- 1965 • A Százados úti művésztelep kiállítása, Magyar Nemzeti Galéria, Budapest
- 1967-től • Országos Kisplasztikai Biennálé, Pécs
- 1973 • Budapest és az éremművészet, Magyar Nemzeti Múzeum, Budapest
- 1975 • Köztulajdon 1945-1975, Műcsarnok, Budapest
- 1977-től • Országos Éremművészeti Biennálé, Lábasház, Sopron
- 1978 • Magyar Szobrászat, Műcsarnok, Budapest
- 1981 • Az ötvenes évek. A huszadik század magyar művészete, Csók Képtár, Székesfehérvár
- 1984 • Országos Képzőművészeti Kiállítás '84, Műcsarnok, Budapest
- 1988 • Tavaszi Tárlat, Magyar Képzőművészek és Iparművészek Szövetsége, Műcsarnok, Budapest
- 1988 • II. Országos Faszobrászati kiállítás, Gábor A. Művelődési Központ, Nagyatád
- 1989 • Téli Tárlat '89, Műcsarnok, Budapest.

## Művek közgyűjteményekben
- Déri Múzeum, Debrecen
- Dürer Haus, Nürnberg
- Fővárosi Képtár, Budapest
- Magyar Iparművészeti Múzeum, Budapest
- Magyar Nemzeti Galéria, Budapest
- Magyar Nemzeti Múzeum, Budapest
- Petőfi Irodalmi Múzeum, Budapest
- Rippl-Rónai József Múzeum, Kaposvár
- Van Gogh Múzeum, Amszterdam